# بريد أبل
بريد أبل أو أبل ميل (معروف رسميًا باسم البريد) (بالإنكليزية:Apple Mail) هو عميل بريد إلكتروني أدرجته شركة أبل في أنظمة التشغيل ماك وآي أو اس و watchOS. تم إنشاء بريد أبل من برنامج NeXTMail، الذي طورته شركة NeXT في الأصل كجزء من نظام التشغيل NeXTSTEP، وذلك بعد استحواذ شركة أبل على شركة NeXT في عام 1997.
يستخدم الإصدار الحالي من بريد أبل لإرسال رسائل البريد الإلكتروني المشفرة من طرف إلى طرف. كما أنه مُعد مسبقًا للعمل مع مزودي خدمات البريد الإلكتروني الأخرى، مثل بريد ياهو وجي ميل وأوتلوك.
تتضمن ميزات بريد أبل القدرة على جعل البرنامج يضم جميع حسابات البريد الإلكتروني الخاصة بالمستخدم في قائمة واحدة، والقدرة على حفظ رسائل البريد الإلكتروني في مجلدات، والقدرة على البحث عن رسائل البريد الإلكتروني، والقدرة على إرفاق التوقيع تلقائيًا برسائل البريد الإلكتروني الصادرة. وهو يتكامل أيضًا مع قائمة جهات الاتصال والتقويم والخرائط والتطبيقات الأخرى.